# Hell Is Empty and All the Devils Are Here
Hell Is Empty and All the Devils Are Here (v překladu peklo je prázdné a všichni ďáblové jsou tady) je čtvrté studiové album britské metalové skupiny Anaal Nathrakh z roku 2007, které vyšlo u hudebního vydavatelství FETO Records. Představili se na něm hosté Josama Bin Horvath a Shane Embryonomous.
Vyšlo později i v dalších reedicích.

## Seznam skladeb
1. "Solifugae (Intro)" – 1:05
2. "Der Hölle Rache Kocht In Meinem Herzen" – 3:39
3. "Screaming of the Unborn" – 2:46
4. "Virus Bomb" – 3:36
5. "The Final Absolution" – 3:55
6. "Shatter the Empyrean" – 3:05
7. "Lama Sabachthani" – 3:48
8. "Until the World Stops Turning" – 2:53
9. "Genetic Noose" – 3:34
10. "Sanction Extremis (Kill Them All)" – 3:33
11. "Castigation and Betrayal" – 4:02

## Významy
- „Hell Is Empty and All the Devils Are Here“ znamená v překladu „peklo je prázdné a všichni ďáblové jsou tady“, tento citát pochází z divadelní hry Bouře od Williama Shakespeara.[3]
- „Solifugae“ je latinský název pro solifugy.
- „Der Hölle Rache kocht in meinem Herzen“ znamená v překladu z němčiny „pekelná pomsta se vaří v mém srdci“ a je to druhá árie zpívaná Královnou noci v Mozartově opeře Kouzelná flétna.[4]
- „Eloi, Eloi, lama sabachthani?“ byly jedny z posledních slov Ježíše Krista na kříži, znamenají „Bože můj, Bože můj, proč jsi mě opustil?“.[5]

## Sestava
- Dave „V.I.T.R.I.O.L.“ Hunt – vokály
- Mick „Irrumator“ Kenney – kytara, baskytara, bicí
- Josama Bin Horvath – vokály ve skladbě Genetic Noose
- Shane Embryonomous – baskytara ve skladbách Screaming of the Unborn a Shatter the Empyrean